# Alfred Des Cloizeaux
Alfred Louis Olivier Legrand Des Cloizeaux (Beauvais, 17 de outubro de 1817 — Paris, 6 de maio de 1897) foi um mineralogista francês.
Seu principal trabalho foi consistir uma análise sistemática dos cristais de diversos minerais, em pesquisas sobre suas propriedades ópticas e a polarização da luz. Demonstrou a polarização circular de cinábrio.
Foi laureado com a medalha Wollaston de 1886, concedida pela Sociedade Geológica de Londres, e com a medalha Rumford de 1870, da Royal Society de Londres.

## Obras
- "Leçons de Cristallographie" (1861)
- "Manuel de minéralogie" (2 vols., Paris, 1862, 1874 e 1893).